# Neklan
Neklan  byl jeden ze sedmi bájných českých knížat, potomek legendárních Přemysla a Libuše, podle Kosmy otec rovněž legendárního Hostivíta.
Jedna z teorií týkajících se počtu těchto knížat je podepřena románskými freskami na zdech rotundy ve Znojmě. Ale identita těchto postav není jasná, například Anežka Merhautová tvrdí, že tyto fresky zobrazují historicky doložené Přemyslovce včetně moravských údělníků.

## Lucká válka
Neklan měl být mírný a dobromyslný a do bojů za sebe posílal svého dvojníka Tyra-Čestmíra (identický motiv najdeme u Homéra: Patroklos stejnou službu prokázal Achillovi). V Lucké válce prý pobil Neklanovy nepřátele a sám zemřel. Neklan se ujal sirotka po poraženém knížeti Vlastislavovi a svěřil ho svému příteli Durynkovi. Ten ale dítě zavraždil, protože se domníval, že mu kníže bude vděčný. Když si přišel pro odměnu, byla taková, že si mohl vybrat způsob smrti: probodnutí, skok ze skály nebo oběšení. Durynk se pak měl sám oběsit na staré olši poblíž Prahy.
Vladimír Karbusický dokazuje, že Kosmas při líčení podrobností Lucké války vychází ze staršího franského zdroje. Kosmas v Lucké válce zřejmě popisoval historickou událost z doby pozdější než z období předbořivojovského, totiž pravděpodobně pohraniční půtku knížete Boleslava I. z roku 936.
Neklan údajně mnoho let úspěšně vládl české zemi. Jeho nástupcem se stal Hostivít a mladšímu Děpoltovi připadla zem Kouřimská.

## Původ jména
Jméno Neklan zaznamenal ve své Kronice české Kosmas, převzala ho i většina historiků z 19. století, včetně Františka Palackého. Původ jména lze odvodit od slova klát. Prefix ne pak má značit mírumilovnost.
Záviš Kalandra uvádí, že jména sedmi mytických českých knížat jsou odvozena ze starých slovanských názvů dnů v týdnu. Neklan by jako šestý z nich odpovídal pátku.
Podle teorie Vladimíra Karbusického pochází dvanáct jmen mytických postav české historie včetně sedmi knížat z úryvku staroslověnského (či staročeského) textu - poselství Čechů k Frankům v 9. století. V tomto textu mělo být psáno: Krok’ kazi (Tetha), lubo premyšl, nezamyšl m’nata voj’n u‘ni zla, kr’z my s‘ neklan (am), gosti vit, což se vykládá jako: Zastav své kroky, Tetha (oslovení tehdejšího vůdce Franků, popřípadě západních sousedů obecně) a raději přemýšlej, nezamýšlím na tebe vojnu ani zla, kříži my se neklaníme, hosty vítáme. Text je zachován ve znojemské kapli. Renomovaný historik Dušan Třeštík k tomu napsal: „[...] Karbusického objev, vysvětlení Kosmova seznamu knížat jakožto pozůstatku hrdinské písně o bojích s ‚Teuty‘ (Němci) [...] je stejně tak nápaditý jako absurdní a nezaslouží si proto ani komentáře.“

## Odraz v umění
- Drama: Julius Zeyer: Neklan – divadelní hra, tragédie o pěti jednáních, (1892) odměněná Náprstkovou peněžitou cenou[5] premiéra v Národním divadle v Praze r. 1896, do roku 1959 nastudováno šestkrát.
- Crusader Kings III: Neklan je vládce českého vévodství (knížectví) a hlavou Přemyslovců, pokud je zahájena hra v roce 867 (kdy je mu 67 let). Spolu s ním ve hře žije i jeho syn Hostivít a vnuk Bořivoj I.

## Názvy
- Neklanova ulice v Praze 2, na Vyšehradě
- ulice Na Neklance (nazvaná podle zaniklé usedlosti Neklanka) v Praze 5 na Smíchově
- rezidence Neklanka (developerský projekt novostaveb) v Praze 5 na Smíchově